# Paulianoscirtus
Paulianoscirtus, es un  género de coleópteros adéfagos perteneciente a la familia Carabidae.

## Especies
Comprende las siguientes especies:
- Paulianoscirtus cordicollis Basilewsky, 1976
- Paulianoscirtus madecassus Basilewsky, 1976